# Mouraria
La Mouraria (Mouraria en portugués) es uno de los cinco barrios lisboetas actuales junto a La Baixa, El Chiado, El Barrio Alto y Belém.
Fue en este barrio donde continuaron viviendo los musulmanes tras la reconquista Cristiana. Debe su nombre al hecho de que Afonso I de Portugal, después del cerco de Lisboa, confinara en una zona de la ciudad a los musulmanes. Los moros dominaron la zona desde principios del siglo VIII hasta mediados del siglo XII. Fue habitado después principalmente por pescadores. El dolor y la melancolía de sus cánticos pueden ser, según las teorías de algunos historiadores, el origen del fado.